# アレクサンデル・ミロシェヴィッチ
ヨラン・アレクサンデル・シェストレム・ミロシェヴィッチ（Göran Alexander Sjöström Milošević, 1992年1月30日 - ）は、スウェーデン・ストックホルム県スンドビュベリ出身のサッカー選手。AIKソルナ所属。ポジションは、ディフェンダー。

## クラブ経歴

### 初期
セルビア人移民の父親とフィンランド系スウェーデン人の母親の間に生まれる。
ソルナに本拠地を置くヴァサルンズIFでキャリアをスタート。17歳まではフォワードでプレーしていたが、セントラルミッドフィールダー、次いでセンターバックにコンバートされた。

### AIK
2011年2月、AIKソルナがユールゴーデンIF、ACFフィオレンティーナ、セルティックFCとの争奪戦の末獲得。契約は4年。
移籍後初出場したミャルビーAIF戦ではマンオブザマッチとなる活躍を披露。6月のマルメFF戦では初アシストを記録。
リヴァプールFC、アーセナルFC、トッテナム・ホットスパー、サンダーランドAFCなどがミロシェヴィッチのためにスカウトを送り込み、またFKパルチザンやAFCアヤックスも興味を示していると報じられた。 ヴェルダー・ブレーメンが60万ユーロでの獲得に合意したとも報じられたが結局実現しなかった。
2012年4月のGIFスンツヴァル戦で初ゴール。

### ベシクタシュ
2015年1月、ベシクタシュJKに3年半契約(2年の延長オプション付き)で移籍。移籍金は100万ユーロ。
2016年1月、ハノーファー96にシーズン終了までレンタル移籍。
8月、SVダルムシュタット98に1年間レンタル移籍。

### AIK復帰
2018年2月28日、同年末までの契約でAIKソルナに復帰した。

## 代表歴
U-17まではセルビア代表、U-19からスウェーデン代表として出場している。

## タイトル

### クラブ
ベシクタシュ
- スュペル・リグ: 1回 (2015–16)

AIKソルナ
- アルスヴェンスカン : 1回 (2018)

### 代表
スウェーデン U21
- UEFA U-21欧州選手権2015

### 個人
- アルスヴェンスカン最優秀若手賞: 2011[23]